# Queen-koncertkronológia
A Queen együttes fennállásának 20 éve alatt több mint 700 koncertet adott a világ minden táján. Első fellépésüket 1970. június 27-én tartották az angliai Truro városában a Brit Vöröskereszt 100 éves fennállásának alkalmából tartott eseményen. A John Deacon basszusgitáros csatlakozásával véglegessé vált felállás 1971. február 19-én mutatkozott be élőben. Tizenöt évvel később az utolsó Queen-koncert 1986. augusztus 9-én került megrendezésre a Knebworth Parkban, a Magic Tour lezárásaként. Szintén ennek a turnénak a keretein belül játszott az együttes először és utoljára Magyarországon, a Népstadionban.
Freddie Mercury énekes halálát követően 1992. április 20-án, Húsvét napján a londoni Wembley Stadionban tartottak emlékkoncertet vendégénekesekkel. 2005 márciusában Brian May gitáros és Roger Taylor dobos újra felélesztette a Queen nevet és Paul Rodgers énekessel kezdtek koncertezni. Ez az együttműködés, amelyben John Deacon basszusgitáros már egyáltalán nem vett részt, 2008 végéig tartott. May és Taylor 2012 óta Adam Lambert énekes közreműködésével turnézik.
Hivatalos koncertalbumok és -videók főleg az 1980-as években jelentek meg a Queen aktuális turnéit dokumentálandó, majd a 2000-es évek második felétől retrospektív jelleggel kezdték feldolgozni és hivatalosan kiadni az együttes koncertfelvételit. Ezek közül az 1987-ben VHS-en, majd 2012-ben digitalizált formában is megjelent Live in Budapest koncertfilmet Magyarországon készítették.

## Kronológia
A kifejezett lemezbemutató turnék mellett a Queen néhány alkalommal különböző fesztiválokon is fellépett, illetve a nagyon korai időkben még nem turnéztak folyamatosan, csak ritkán koncerteztek Anglia egyetemi klubjaiban és szórakozóhelyein.

### Queen (1970 – 1986)
| Turné neve                        | Kezdete              | Vége                 | Helyszínek                                           | Koncertek száma | Hivatalos kiadványok                                                                                        |
| --------------------------------- | -------------------- | -------------------- | ---------------------------------------------------- | --------------- | --- |
|                                   | 1970. június 27.     | 1971. július 11.     | Anglia                                               | 18              | — |
| Cornish Tour                      | 1971. július 17.     | 1971. augusztus 21.  | Anglia (Cornwall)                                    | 11              | — |
|                                   | 1971. október 6.     | 1973. augusztus 3.   | Anglia                                               | 12              | — |
| Queen I Tour                      | 1973. szeptember 13. | 1973. december 28.   | Egyesült Királyság Németország Luxemburg             | 34              | — |
|                                   | 1974. február 2.     |                      | Ausztrália                                           | 1               | — |
| Queen II Tour                     | 1974. március 1.     | 1974. május 12.      | Egyesült Királyság Egyesült Államok                  | 41              | - Live at the Rainbow ’74                                                                                   |
| Sheer Heart Attack Tour           | 1974. október 30.    | 1975. április 12.    | Egyesült Királyság Európa Észak-Amerika Japán        | 77              | - Live at the Rainbow ’74                                                                                   |
| A Night at the Opera Tour         | 1975. november 14.   | 1976. április 22.    | Egyesült Királyság Egyesült Államok Japán Ausztrália | 77              | - A Night at the Odeon – Hammersmith 1975                                                                   |
| September, 1976 Tour              | 1976. szeptember 1.  | 1976. szeptember 18. | Egyesült Királyság                                   | 4               | — |
| A Day at the Races Tour           | 1977. január 13.     | 1977. június 7.      | Észak-Amerika Európa Egyesült Királyság              | 59              | — |
| News of the World Tour            | 1977. november 11.   | 1978. május 13.      | Észak-Amerika Európa                                 | 46              | — |
| Jazz Tour                         | 1978. október 28.    | 1979. május 6.       | Észak-Amerika Európa Japán                           | 79              | - Live Killers                                                                                              |
|                                   | 1979. augusztus 18.  |                      | Németország                                          | 1               | — |
| Crazy Tour                        | 1979. november 22.   | 1979. december 26.   | Írország Egyesült Királyság                          | 20              | — |
| The Game Tour                     | 1980. június 30.     | 1981. február 18.    | Észak-Amerika Európa Japán                           | 68              | — |
| South America Bites the Dust Tour | 1981. február 28.    | 1981. március 21.    | Argentína Brazília                                   | 7               | — |
| Gluttons for Punishment           | 1981. szeptember 25. | 1981. október 18.    | Venezuela Mexikó                                     | 6               | — |
|                                   | 1981. november 24.   | 1981. november 25.   | Kanada (Montréal)                                    | 2               | - We Will Rock You - Queen Rock Montreal                                                                    |
| Hot Space Tour                    | 1982. április 9.     | 1982. november 3.    | Európa Észak-Amerika Japán                           | 68              | - Queen on Fire – Live at the Bowl - Live in Japan (csak Japánban)                                          |
| The Works '84 Tour                | 1984. augusztus 24.  | 1984. október 20.    | Európa, Dél-Afrika                                   | 32              | — |
| Rock in Rio                       | 1985. január 12.     | 1985. január 19.     | Brazília (Rio de Janeiro)                            | 2               | - Live in Rio                                                                                               |
| The Works '85 Tour                | 1985. április 13.    | 1985. május 15.      | Új-Zéland Ausztrália Japán                           | 14              | - Final Live in Japan (csak Japánban)                                                                       |
| Live Aid                          | 1985. július 13.     |                      | London                                               | 1               | |
| Magic Tour                        | 1986. június 7.      | 1986. augusztus 9.   | Európa                                               | 26              | - Hungarian Rhapsody – Live in Budapest - Queen: Live at Wembley Stadium - Live at Wembley ’86 - Live Magic |
| Freddie Mercury emlékkoncert      | 1992. április 20.    |                      | London                                               | 1               | - Freddie Mercury Tribute Concert                                                                           |

### Queen + Paul Rodgers (2005 – 2008)
| Turné neve                | Kezdete             | Vége               | Helyszínek                                       | Koncertek száma | Hivatalos kiadványok                                            |
| ------------------------- | ------------------- | ------------------ | ------------------------------------------------ | --------------- | --------------------------------------------------------------- |
|                           | 2005. március 19.   |                    | Dél-Afrika                                       | 1               | —                                                               |
| Queen + Paul Rodgers Tour | 2005. március 28.   | 2005. november 3.  | Európa Egyesült Királyság Egyesült Államok Japán | 41              | - Return of the Champions - Super Live in Japan (csak Japánban) |
| Queen + Paul Rodgers      | 2006. március 7.    | 2006. április 13.  | Észak-Amerika                                    | 23              | —                                                               |
|                           | 2006. május 25.     |                    | Las Vegas                                        | 1               | —                                                               |
| The Cosmos Rocks Tour     | 2008. szeptember 3. | 2008. november 29. | Európa Egyesült Királyság Dubai Dél-Amerika      | 41              | - Live in Ukraine                                               |

### Queen + Adam Lambert (2012 – 2018)
| Turné neve                             | Kezdete             | Vége                 | Helyszínek                                         | Koncertek száma | Hivatalos kiadványok |
| -------------------------------------- | ------------------- | -------------------- | -------------------------------------------------- | --------------- | -------------------- |
| Queen + Adam Lambert Tour 2012         | 2012. június 30.    | 2012. július 14.     | Kelet-Európa Egyesült Királyság                    | 6               | —                    |
| Queen + Adam Lambert Tour 2014         | 2014. június 19.    | 2014. szeptember 4.  | Észak-Amerika Japán Dél-Korea Ausztrália Új-Zéland | 35              | —                    |
| Queen + Adam Lambert Tour 2015         | 2015. január 13.    | 2015. szeptember 30. | Európa Dél-Amerika                                 | 31              | —                    |
| Queen + Adam Lambert Tour 2016         | 2016. május 20.     | 2016. szeptember 30. | Európa Izrael Ázsia                                | 24              | —                    |
| Queen + Adam Lambert Tour 2017         | 2017. június 23.    | 2017. december 16.   | Észak-Amerika Európa                               | 52              | —                    |
| Queen + Adam Lambert Tour 2018         | 2018. február 17.   | 2018. július 8.      | Új-Zéland Ausztrália Európa                        | 26              | —                    |
| Queen + Adam Lambert in Las Vegas 2018 | 2018. szeptember 1. | 2018. szeptember 22. | Las Vegas                                          | 10              | —                    |
| Rhapsody Tour                          | 2019. július 10     |                      |                                                    |                 |                      |